# Æthelwold af Wessex
Æthelwold (død 13. december 902) var den ældste søn af Æthelred af Wessex. Som det var almindelig praksis på tidspunktet, hvor Æthelred døde i 871, blev han efterfulgt af sin yngre bror Alfred den Store. Da Alfred døde i 899, forsøgte Æthelwold at gribe tronen, men han blev besejret af Alfreds søn Edward den Ældre, og han søgte tilflugt hos danskerne i Northumbria. Herefter overtalte han danerne i East Anglia til at angribe Mercia og det nordlige Wessex. Edvard den Ældre gengældte ved at plyndre East Anglia, og den danske hær blev tvunget til at vende tilbage til deres eget område. Edvard trak sig herefter tilbage, men mænd fra Kent adlød ikke, og de mødte danerne under slaget ved the Holme, hvor Æthelwold døde. Han blev efterfulgt af Gudrum 2.
Æthelwold er en karakter i Bernard Cornwells romanserie Saksernes fortælling. I filmatiseringen bliver han spillet af Harry McEntire.